# Michal Šipoš
Michal Šipoš (* 10. ledna 1982) je slovenský politik, od roku 2020 poslanec za hnutí OLaNO, od roku 2023 předseda jeho poslaneckého klubu.

## Život a kariéra
Narodil se v roce 1982. Na místní úrovni se angažoval v zastupitelstvu a aktivně vystupoval proti hazardu. V evropských volbách v roce 2019 kandidoval jako člen hnutí OLaNO na funkci europoslance, ale nebyl zvolen. V parlamentních volbách na Slovensku 2020 byl z 5. místa kandidátní listiny se ziskem 12 550 preferenčních hlasů zvolen členem Národní rady Slovenské republiky, přičemž působil jako člen Osobitného kontrolného výboru NR SR na kontrolu činnosti Slovenskej informačnej služby, výboru NR SR pre verejnú správu a regionálny rozvoj a jako náhradní člen ve výboru NR SR pre európske záležitosti. Mandát poté obhájil i v parlamentních volbách v roce 2023. Po těchto volbách byl zvolen předsedou poslaneckého klubu SLOVENSKO, ZA ĽUDÍ, KÚ. V evropských volbách v roce 2024 kandidoval na 3. místě kandidátní listiny OĽaNO na funkci europoslance, ale nebyl zvolen.
K roku 2024 žil ve Staré Ľubovni. Ve své domovské obci je mj. kvůli svému aktivismu proti hazardu považován za aktivistu. V roce 2020 se oženil se svou partnerkou Marianou.
V říjnu 2024 byl vykázán z Národní rady Slovenské republiky jejím místopředsedou Tiborem Gašparem kvůli tričku s nápisem, které na sobě Šipoš měl oblečené.